# 21676 Maureenanne
21676 Maureenanne este un asteroid din centura principală de asteroizi.

## Descriere
21676 Maureenanne este un asteroid din centura principală de asteroizi. A fost descoperit pe 7 septembrie 1999 la Socorro, New Mexico, în cadrul proiectului LINEAR. Asteroidul prezintă o orbită caracterizată de o semiaxă mare de 2,97 ua, o excentricitate de 0,16 și o înclinație de 11,4° în raport cu ecliptica.